# 브랜디 채스테인

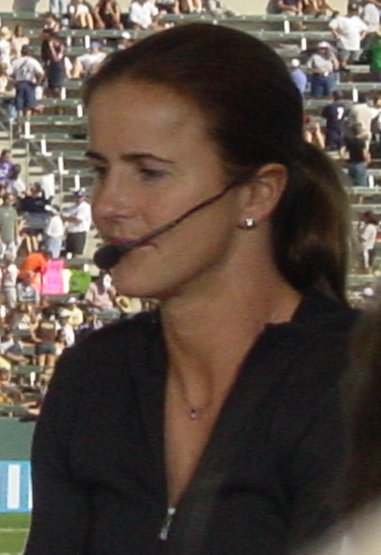
브랜디 채스테인 (2003년 촬영)

브랜디 데니즈 채스테인(영어: Brandi Denise Chastain, 1968년 7월 21일 ~ )은 미국의 전직 여자 축구 선수이다. 선수 시절 포지션은 수비수, 미드필더였다.

## 경력 초반
채스테인은 캘리포니아주 산호세에서 태어나서 8세 시절에 축구를 시작했다. 당시 데이비스 중학교에는 여자 축구 팀이 없었기 때문에 성공적인 트라이아웃을 통해 남자 축구 팀에서 뛰었다. 채스테인은 아치비숍 미티 고등학교에 재학하면서 팀을 센트럴코스트 섹션 챔피언십에서 우승을 차지하는 데에 기여했다.
채스테인은 캘리포니아 대학교 버클리에 입학하여 캘리포니아 골든 베어스에 합류했으며 1학년 시절에 15골을 기록했다. 채스테인은 1986 시즌에서 올아메리칸(All-American) 팀에 선정되었고 사커 아메리카로부터 올해의 선수상을 수상하는 영예를 안았다. 하지만 양쪽 무릎 십자인대 재건 수술을 받게 되면서 1987, 1988 시즌에 불참했다.
채스테인은 1989 시즌을 앞두고 샌타클래라 대학교로 전학했으며 1989 시즌에서 10골을 기록했다. 채스테인은 1989년부터 1990년 사이에 샌타클래라 브롱코스가 2회 연속으로 파이널 포 NCAA 칼리지컵에 출전하는 데에 기여했다. 특히 1990 시즌에서 22골을 기록하면서 전국 득점 순위 1위를 차지하는 한편 샌타클래라 브롱코스가 18승 1무 1패를 기록하는 데에 기여했다. 또한 1990년에는 ISAA 올해의 선수, 혼다 스포츠 어워드 올해의 축구 선수로 선정되는 영예를 안았다.

## 클럽 경력
채스테인은 1993년에 일본 여자 축구 리그에 소속되어 있던 여자 축구 클럽인 시로키 FC 세레나에서 1시즌 동안 뛰었다. 채스테인은 1993 일본 여자 축구 리그 시즌에서 팀 MVP를 수상했고 리그 베스트 일레븐에 이름을 올린 유일한 외국인 선수가 되었다.
채스테인은 2001년에 미국 여자 프로 축구 리그(WUSA)의 출범을 계기로 산호세 사이버레이스에 합류했으며 2001 미국 여자 프로 축구 리그 시즌에서 19경기에 출전하여 2골, 5도움을 기록했다. 채스테인은 팀이 정규 시즌에서 11승 4무 6패를 기록하면서 2위를 차지하는 데에 기여했는데 산호세 사이버레이스는 플레이오프 결승전에서 승부차기 끝에 애틀랜타 비트를 누르고 우승을 차지했다. 특히 플레이오프에서는 2경기에 모두 선발 출전하여 2골을 기록했다.
채스테인은 2002 미국 여자 프로 축구 리그 시즌에서 18경기에 출전하여 4골, 3도움을 기록했으나 산호세 사이버레이스는 8승 5무 8패로 5위를 차지하는 데에 그쳤다. 2003 미국 여자 프로 축구 리그 시즌에서는 15경기에서 수비수로 출전하여 1골, 4도움을 기록했으나 산호세 사이버레이스는 7승 4무 10패로 6위를 차지하는 데에 그쳤다.
채스테인은 2009년에 미국 여자 프로 축구(WPS)에 소속되어 있던 여자 축구 클럽인 FC 골드 프라이드메서 미드필더로 출전했는데 2009년 WPS 드래프트 7라운드를 통해 선발되었다. 2009 미국 여자 프로 축구 시즌에서는 10경기 가운데 5경기에 선발 출전했으나 FC 골드 프라이드는 4승 6무 10패를 기록하면서 최하위인 7위를 차지했다. 2010년 2월에 팀에서 팀에서 방출된 채스테인은 같은 해에 위민스 프리미어 사커 리그(WPSL)에 소속되어 있던 여자 축구 클럽인 캘리포니아 스톰에서 뛴 다음에 선수 생활을 마무리했다.

## 국가대표 경력
채스테인은 1988년부터 2004년까지 미국 여자 축구 국가대표팀 선수로 활동하던 동안에 192경기에 출전하여 30골을 기록했다. 이 가운데 89경기에서 수비수로 출전했지만 때때로 미드필더로 출전하기도 했다. 채스테인은 1988년 6월 1일에 열린 일본과의 경기에 처음 출전하면서 미국 여자 축구 국가대표팀 선수로 데뷔했으며 1991년 4월 18일에 열린 멕시코와의 1991년 CONCACAF 여자 축구 선수권 대회 경기에서 자신의 국가대표팀 첫 골을 기록했다.
채스테인은 중국에서 개최된 1991년 FIFA 여자 월드컵에 참가하면서 미국의 1번째 FIFA 여자 월드컵 우승을 견인했다. 하지만 스웨덴에서 개최된 1995년 FIFA 여자 월드컵에는 참가하지 않았다. 채스테인은 미국 애틀랜타에서 개최된 1996년 하계 올림픽에 참가했다. 특히 노르웨이와의 준결승전 경기에서 심각한 무릎 부상을 당했음에도 불구하고 6경기에 모두 선발 출전했는데 미국은 결승전에서 중국을 2-1로 누르고 1번째 금메달을 차지하게 된다.
채스테인은 미국에서 개최된 1999년 FIFA 여자 월드컵에 참가했다. 독일과의 8강전 경기에선 전반 5분에 자책골을 기록했지만 후반 4분에 미아 햄이 올린 코너킥을 미국의 2번째 동점골로 마무리했다. 미국은 독일에 3-2 승리를 기록했고 준결승전에서 브라질을 2-0으로 누르고 결승전에 진출하게 된다. 채스테인은 중국과의 결승전 경기에서 미국의 5번째 승부차기를 성공시키면서 미국의 2번째 FIFA 여자 월드컵 우승에 기여했고 대회 베스트 일레븐에 선정되는 영예를 안았다. 특히 승부차기를 성공시킨 다음에 자신의 상의를 직접 벗고 스포츠브라를 과감히 드러내는 동작을 선보이면서 화제를 모았는데 이 이미지는 스포츠 경기에서 승리를 축하하는 여성의 상징적인 모습으로 여겨지고 있다.
채스테인은 오스트레일리아 시드니에서 개최된 2000년 하계 올림픽에 참가했는데 미국은 노르웨이와의 결승전 경기에서 연장전까지 가는 혈투 끝에 2-3 패배를 기록하면서 은메달을 차지하게 된다. 채스테인은 미국에서 개최된 2003년 FIFA 여자 월드컵에서 미국이 3위를 차지하는 데에 기여했고 그리스 아테네에서 개최된 2004년 하계 올림픽에서 미국의 2번째 금메달 획득에 기여했다. 채스테인은 2004년 12월 8일에 열린 멕시코와의 친선 경기를 끝으로 국가대표팀에서 은퇴하게 된다.

## 방송인 경력
채스테인은 NBC 스포츠의 2008년 베이징 하계 올림픽, 2012년 런던 하계 올림픽 해설 위원으로 활동했다. 또한 ABC/ESPN에서 메이저 리그 사커를 비롯한 축구 경기 해설 위원으로 활동했고 독일에서 개최된 2011년 FIFA 여자 월드컵에서는 ESPN의 스튜디오 해설 위원으로도 활동했다.

## 같이 보기
- 올림픽 축구 메달리스트 목록